# Lista över sommarvärdar under 1960-talet
Detta är en kronologisk lista över personer som varit sommarpratare, det vill säga värdar för radioprogrammet Sommar i P1 under 1960-talet.
För andra decennier se:
<<
1950-talet |
1960-talet |
1970-talet |
1980-talet |
1990-talet | 
2000-talet | 
2010-talet |
2020-talet 
>>
|             | År               | År                 | År                 | År                 | År                    | År                      | År                    | År                    | År                      | År                    |
| Datum       | 1960             | 1961               | 1962               | 1963               | 1964                  | 1965                    | 1966                  | 1967                  | 1968                    | 1969                  |
| ----------- | ---------------- | ------------------ | ------------------ | ------------------ | --------------------- | ----------------------- | --------------------- | --------------------- | ----------------------- | --------------------- |
| 6 juni      |                  |                    |                    |                    |                       | Jörgen Cederberg        |                       |                       |                         |                       |
| 7 juni      |                  |                    |                    |                    |                       | Maud Reuterswärd        |                       |                       |                         |                       |
| 8 juni      |                  |                    |                    |                    |                       | Torsten Ehrenmark       |                       |                       |                         |                       |
| 9 juni      |                  |                    |                    |                    |                       | Fritiof Haglund         |                       |                       | Jörgen Cederberg        |                       |
| 10 juni     |                  |                    |                    |                    |                       | Britt Edwall            |                       |                       | Carl-Olof Lång          |                       |
| 11 juni     |                  | Jörgen Cederberg   | Jörgen Cederberg   |                    |                       |                         |                       | Jörgen Cederberg      | Marianne Zetterström    |                       |
| 12 juni     | Jörgen Cederberg | Lill Lindfors      | Pekka Langer       |                    |                       | Jörgen Cederberg        | Torsten Ehrenmark     | Marianne Zetterström  | Bo Ancker               |                       |
| 13 juni     | Georg Eliasson   | Pär Rådström       | Per-Martin Hamberg | Jörgen Cederberg   |                       | Olle Helander           | Jörgen Cederberg      | Rustan Älveby         | Anita Lagerqrantz-Ohlin |                       |
| 14 juni     | Nils Dahlbeck    | Gösta Knutsson     | Maud Reuterswärd   | Lennart Hyland     | Jörgen Cederberg      | Åke Falck               | Maud Reuterswärd      | Cilla Ingvar          | Bo Setterlind           |                       |
| 15 juni     | Gösta Knutsson   | Rustan Älveby      | Pär Rådström       |                    | Maj-Britt Bæhrendtz   | Torsten Ehrenmark       | Tage Danielsson       | Per-Erik Lindorm      |                         | Jörgen Cederberg      |
| 16 juni     | Berndt Friberg   | Georg Eliasson     |                    | Gun Hägglund       | Lars Widding          | Fritiof Haglund         | Marianne Zetterström  | Bo Ancker             | Maud Reuterswärd        | Lars Widding          |
| 17 juni     | Arne Ericsson    |                    | Britt Edwall       | Torsten Ehrenmark  | Åke Falck             | Britt Edwall            |                       |                       | Lennart Swahn           | Maud Reuterswärd      |
| 18 juni     |                  | Pär Rådström       | Gösta Knutsson     | Britt Edwall       | Lars-Gunnar Björklund |                         | Carl-Uno Sjöblom      | Jörgen Cederberg      | Ann-Sofi Rein           | Carl-Olof Lång        |
| 19 juni     | Georg Eliasson   | Lill Lindfors      | Pekka Langer       | Berndt Friberg     | Britt Edwall          | Jörgen Cederberg        | Torsten Ehrenmark     |                       | Olle Pahlin             | Mats Paulson          |
| 20 juni     | Jörgen Cederberg | Pekka Langer       | Per-Martin Hamberg | Sven Lindahl       | Gert Landin           | Carl-Uno Sjöblom        | Bengt Feldreich       | Lars-Gunnar Björklund | Per-Erik Lindorm        | Per-Erik Lindorm      |
| 21 juni     | Nils Dahlbeck    | Gösta Knutsson     | Berndt Friberg     | Jörgen Cederberg   |                       | Åke Falck               | Gertrud Zetterholm    | Karin Wilhelmson      | Carl-Uno Sjöblom        | Örjan Öberg           |
| 22 juni     | Berndt Friberg   | Rustan Älveby      | Maud Reuterswärd   | Gösta Knutsson     | Maj-Britt Bæhrendtz   | Lars Widding            | Mats Rehnberg         | Lars Widding          | Thord Carlsson          |                       |
| 23 juni     | Maud Reuterswärd | Georg Eliasson     | Jörgen Cederberg   | Britt Edwall       | Lars Widding          | Berndt Friberg          | Ann-Sofi Rein         | Carl-Uno Sjöblom      |                         | Fredrik Burgman       |
| 24 juni     |                  | Jörgen Cederberg   | Bengt Feldreich    | Thord Carlsson     | Lennart Hyland        | Sven Lindahl            |                       | Thord Carlsson        | Mats Paulson            | Moltas Erikson        |
| 25 juni     | Arne Ericsson    | Lill Lindfors      | Britt Edwall       | Lena Larsson       | Torsten Ehrenmark     | Eric Forsgren           | Thord Carlsson        |                       | Christina Hansegård     | Berndt Friberg        |
| 26 juni     | Gösta Knutsson   | Georg Eliasson     | Pekka Langer       | Bo Teddy Ladberg   | Britt Edwall          | Carl-Olof Lång          | Torsten Ehrenmark     | Jan Gabrielsson       | Rustan Älveby           | Olle Adolphson        |
| 27 juni     | Jörgen Cederberg | Pekka Langer       | Georg Eliasson     | Torsten Ehrenmark  |                       | Carl-Uno Sjöblom        | Lars-Gunnar Björklund | Barbro Alving         | Anna-Greta Winberg      | Olle Pahlin           |
| 28 juni     | Nils Dahlbeck    | Per-Martin Hamberg | Maud Reuterswärd   | Inger Leino        | Jörgen Cederberg      | Lars-Gunnar Björklund   | Maud Reuterswärd      | Gösta Knutsson        | Örjan Öberg             |                       |
| 29 juni     | Berndt Friberg   | Gösta Knutsson     | Bengt Feldreich    |                    | Maj-Britt Bæhrendtz   | Lars Widding            | Carl-Uno Sjöblom      | Lennart Swahn         |                         | Jörgen Cederberg      |
| 30 juni     | Georg Eliasson   | Rustan Älveby      |                    | Maud Reuterswärd   | Lars Widding          | Berndt Friberg          | Carina Held           | Rolf Blomberg         | Jörgen Cederberg        | Åke Wihlney           |
| Datum       | 1960             | 1961               | 1962               | 1963               | 1964                  | 1965                    | 1966                  | 1967                  | 1968                    | 1969                  |
| 1 juli      | Arne Ericsson    |                    | Gösta Knutsson     | Mats Erik Molander | Lennart Hyland        | Elisabeth Husmark       |                       |                       | Berndt Friberg          | Gösta Knutsson        |
| 2 juli      |                  | Jörgen Cederberg   | Britt Edwall       | Britt Edwall       | Torsten Ehrenmark     |                         | Jörgen Cederberg      | Åke Falck             | Gottfried Grafström     | Bo Strömstedt         |
| 3 juli      | Berndt Friberg   | Lill Lindfors      | Berndt Friberg     | Bo Teddy Ladberg   | Gert Landin           | Jörgen Cederberg        | Torsten Ehrenmark     | Jan Gabrielsson       | Lasse Holmqvist         | Lasse Holmqvist       |
| 4 juli      | Jörgen Cederberg | Pekka Langer       | Maud Reuterswärd   | Sven Lindahl       |                       | Thord Carlsson          | Barbro Alving         | Barbro Alving         | Gösta Knutsson          | Bertil Pettersson     |
| 5 juli      | Nils Dahlbeck    | Per-Martin Hamberg | Bengt Feldreich    | Torsten Ehrenmark  | Per-Martin Hamberg    | Maj Ödman               | Gösta Knutsson        | Gösta Knutsson        | Åke Wihlney             |                       |
| 6 juli      | Gun Olhagen      | Rustan Älveby      | Jörgen Cederberg   |                    | Marianne Höök         | Gösta Knutsson          | Carl-Uno Sjöblom      | Lars Hamberg          |                         | Maud Reuterswärd      |
| 7 juli      | Georg Eliasson   | Pär Rådström       |                    | Lena Larsson       | Gösta Knutsson        | Moltas Erikson          | Fredrik Burgman       | Åke Wihlney           | Bertil Perrolf          | Lennart Poignant      |
| 8 juli      | Arne Ericsson    |                    | Håkan Norlén       | Pekka Langer       | Barbro Lindström      | Sven Lindahl            |                       |                       | Moltas Erikson          | Bo Setterlind         |
| 9 juli      |                  | Gösta Knutsson     | Britt Edwall       | Gösta Knutsson     | Torsten Ehrenmark     |                         | Lasse O'Månsson       | Maud Reuterswärd      | Ria Wägner              | Lars Norrman          |
| 10 juli     | Nils Dahlbeck    | Lill Lindfors      | Pekka Langer       | Britt Edwall       | Gert Landin           | Ann-Sofi Rein           | Torsten Ehrenmark     | Olle Pahlin           | Lasse Holmqvist         | Ingemar Liman         |
| 11 juli     | Bengt Feldreich  | Pekka Langer       | Maud Reuterswärd   | Sven Lindahl       |                       | Thord Carlsson          | Rolf Blomberg         | Olle Helander         | Bo Strömstedt           | Margit Palmaer-Waldén |
| 12 juli     | Jörgen Cederberg | Per-Martin Hamberg | Gösta Knutsson     | Torsten Ehrenmark  | Per-Martin Hamberg    | Maj Ödman               | Gösta Knutsson        | Tage Danielsson       | Carl-Uno Sjöblom        | Bertil Perrolf        |
| 13 juli     | Maud Reuterswärd | Pär Rådström       | Hans Alfredson     | Gun Hägglund       | Marianne Höök         | Gösta Knutsson          | Pekka Langer          | Lasse Holmqvist       |                         |                       |
| 14 juli     | Georg Eliasson   | Ragna Nyblom       |                    | Mats Erik Molander | Gösta Knutsson        | Moltas Erikson          | Per-Erik Lindorm      | Bo Holmström          | Maud Reuterswärd        | Lars-Gunnar Björklund |
| 15 juli     | Arne Ericsson    | Pär Rådström       | Britt Edwall       |                    | Hans Alfredson        | Sven Lindahl            |                       |                       | Jan Gabrielsson         | Gunnar Dahmén         |
| 16 juli     |                  | Lill Lindfors      | Maud Reuterswärd   | Pekka Langer       | Torsten Ehrenmark     |                         | Jörgen Cederberg      | Maud Reuterswärd      | Per-Erik Lindorm        | Bo Ancker             |
| 17 juli     | Bengt Feldreich  | Pekka Langer       | Håkan Norlén       | Inger Leino        | Tage Danielsson       | Lasse O'Månsson         | Torsten Ehrenmark     |                       | Bengt Bedrup            | Anna-Greta Winberg    |
| 18 juli     | Maud Reuterswärd |                    | Sven Lindahl       | Sven Lindahl       |                       | Per-Erik Lindorm        | Åke Edin              | Jan Malmsjö           | Lars Widding            | Stig Ehnebom          |
| 19 juli     | Nils Dahlbeck    | Gösta Knutsson     | Gösta Knutsson     | Torsten Ehrenmark  | Carl-Uno Sjöblom      | Bo Teddy Ladberg        | Gösta Knutsson        | Tage Danielsson       | Lars-Gunnar Björklund   |                       |
| 20 juli     | Gun Olhagen      | Jörgen Cederberg   | Hans Alfredson     |                    | Georg Eliasson        | Gösta Knutsson          | Lars Hamberg          | Lasse Holmqvist       |                         | Pekka Langer          |
| 21 juli     | Georg Eliasson   | Ragna Nyblom       |                    | Georg Eliasson     | Gösta Knutsson        | Stig Olin               | Gunnel Hessel         | Per-Erik Lindorm      | Oscar Hedlund           | Åke Arenhill          |
| 22 juli     | Gösta Knutsson   |                    | Sven Lindahl       | Mats Erik Molander | Hans Alfredson        | Torsten Ehrenmark       |                       |                       | Bo Setterlind           | Anders Erik Malm      |
| 23 juli     |                  | Pekka Langer       | Britt Edwall       | Gösta Knutsson     | Torsten Ehrenmark     |                         |                       | Åke Falck             | Barbro Alving           | Georg Eliasson        |
| 24 juli     | Arne Ericsson    | Lill Lindfors      | Pekka Langer       | Maud Reuterswärd   | Tage Danielsson       | Rustan Älveby           | Torsten Ehrenmark     | Fredrik Burgman       | Jan Gabrielsson         | Rune Olausson         |
| 25 juli     | Bengt Feldreich  | Pär Rådström       | Thord Carlsson     | Sven Lindahl       |                       | Carl-Uno Sjöblom        | Barbro Alving         | Carl-Olof Lång        | Lars Widding            | Christina Hansegård   |
| 26 juli     | Nils Dahlbeck    | Gösta Knutsson     | Maud Reuterswärd   | Torsten Ehrenmark  | Carl-Uno Sjöblom      | Bo Teddy Ladberg        | Gösta Knutsson        | Ria Wägner            | Karl-Erik Welin         |                       |
| 27 juli     | Hatte Furuhagen  | Jörgen Cederberg   | Tage Danielsson    |                    | Thord Carlsson        | Gösta Knutsson          | Lars Widding          | Georg Eliasson        |                         | Bo Setterlind         |
| 28 juli     | Georg Eliasson   | Ragna Nyblom       |                    | Thord Carlsson     | Gösta Knutsson        | Anita Lagerqrantz-Ohlin | Georg Eliasson        | Moltas Erikson        | Robert Broberg          | Rustan Älveby         |
| 29 juli     | Berndt Friberg   |                    | Hans Alfredson     | Mats Erik Molander | Hans Alfredson        | Torsten Ehrenmark       |                       |                       | Gun Allroth             | Moltas Erikson        |
| 30 juli     |                  | Lill Lindfors      | Britt Edwall       | Pekka Langer       | Torsten Ehrenmark     |                         | Per-Erik Lindorm      | Torsten Ehrenmark     | Olle Adolphson          | Torsten Ehrenmark     |
| 31 juli     | Maud Reuterswärd | Pär Rådström       | Håkan Norlén       | Maud Reuterswärd   | Tage Danielsson       | Eric Forsgren           | Torsten Ehrenmark     | Olle Adolphson        | Lars-Gunnar Erlandson   | Carl Anton Axelsson   |
| Datum       | 1960             | 1961               | 1962               | 1963               | 1964                  | 1965                    | 1966                  | 1967                  | 1968                    | 1969                  |
| 1 augusti   | Bengt Feldreich  | Pekka Langer       | Marianne Höök      | Inger Leino        |                       |                         | Sven Lindahl          | Lars-Gunnar Björklund | Georg Eliasson          | Ulf Schenkmanis       |
| 2 augusti   | Nils Dahlbeck    | Gösta Knutsson     | Sven Lindahl       | Torsten Ehrenmark  | Carl-Uno Sjöblom      | Lars-Gunnar Björklund   | Gunilla Marcus        | Ria Wägner            | Fredrik Burgman         |                       |
| 3 augusti   | Gun Olhagen      | Carl-Olof Lång     | Tage Danielsson    |                    | Fritiof Haglund       | Barbro Lindström        | Lars Widding          | Lars Widding          |                         | Oscar Hedlund         |
| 4 augusti   | Georg Eliasson   | Georg Eliasson     |                    | Thord Carlsson     | Märta De Laval        | Bo Holmström            | Britt Edwall          | Christina Hansegård   | Åke Falck               | Sven Wingård          |
| 5 augusti   | Arne Ericsson    |                    | Georg Eliasson     | Carola Kilström    | Lars-Gunnar Björklund | Arne Ericsson           |                       |                       | Carl-Olof Lång          | Sigge Fürst           |
| 6 augusti   |                  | Bengt Feldreich    | Marianne Höök      | Gösta Knutsson     | Britt Edwall          |                         | Lars Hamberg          | Torsten Ehrenmark     | Barbro Alving           | Jan Gabrielsson       |
| 7 augusti   | Hatte Furuhagen  | Lill Lindfors      | Pekka Langer       | Maud Reuterswärd   | Bengt Feldreich       | Carl-Olof Lång          | Torsten Ehrenmark     | Mats Paulson          | Bengt Feldreich         | Elisabeth Söderström  |
| 8 augusti   | Gösta Knutsson   | Pekka Langer       | Sven Lindahl       | Sven Lindahl       |                       | Barbro Alving           | Ingemar Liman         | Ann-Sofi Rein         | Maj Ödman               | Bengt Nordlund        |
| 9 augusti   | Nils Dahlbeck    | Gösta Knutsson     | Maud Reuterswärd   | Elisabeth Husmark  | Thord Carlsson        | Maud Reuterswärd        | Olle Helander         | Gottfried Grafström   | Lars-Gunnar Björklund   |                       |
| 10 augusti  | Arne Ericsson    | Carl-Olof Lång     | Tage Danielsson    |                    | Lars Widding          | Folke Olhagen           | Jan-Öjvind Swahn      | Hatte Furuhagen       |                         | Åke Falck             |
| 11 augusti  | Georg Eliasson   | Ragna Nyblom       |                    | Britt Edwall       | Anna-Greta Winberg    | Åke Edin                | Carl-Olof Lång        | Moltas Erikson        | Torsten Ehrenmark       | Barbro Elfström       |
| 12 augusti  | Maud Reuterswärd |                    | Marianne Höök      | Jörgen Cederberg   | Lars-Gunnar Björklund | Bengt Feldreich         |                       |                       | Bengt Grive             | Lars-Gunnar Björklund |
| 13 augusti  |                  | Georg Eliasson     | Britt Edwall       | Lennart Hyland     | Ursula Richter        |                         | Lars-Gunnar Björklund | Carl-Uno Sjöblom      | Elisabeth Söderström    | Torsten Ehrenmark     |
| 14 augusti  | Jörgen Cederberg | Bengt Feldreich    | Gösta Knutsson     | Inger Leino        | Per Anders Fogelström | Carl-Olof Lång          | Torsten Ehrenmark     | Jan-Öjvind Swahn      | Beppe Wolgers           | Bengt Feldreich       |
| 15 augusti  |                  | Pekka Langer       | Berndt Friberg     | Berndt Friberg     |                       | Håkan Norlén            | Egon Kjerrman         | Elisabeth Söderström  | Ann-Sofi Rein           | Herbert Söderström    |
| 16 augusti  |                  | Pär Rådström       | Maud Reuterswärd   | Lena Larsson       | Jörgen Cederberg      | Maud Reuterswärd        | Jan-Öjvind Swahn      | Berndt Friberg        | Olle Adolphson          |                       |
| 17 augusti  |                  | Carl-Olof Lång     | Jörgen Cederberg   |                    |                       | Lars Widding            | Åke Wihlney           | Carl-Gösta Widstrand  |                         | Carl-Uno Sjöblom      |
| 18 augusti  |                  | Ragna Nyblom       |                    | Torsten Ehrenmark  |                       | Lars-Gunnar Björklund   | Moltas Erikson        | Lars Egler            | Torsten Ehrenmark       | Lars-Gunnar Erlandson |
| 19 augusti  |                  |                    |                    | Elisabeth Husmark  |                       | Britt Edwall            |                       |                       | Moltas Erikson          | Mats Paulson          |
| 20 augusti  |                  | Carl-Olof Lång     |                    | Gösta Knutsson     |                       |                         | Egon Kjerrman         | Carl-Uno Sjöblom      | Olle Helander           | Gottfried Grafström   |
| 21 augusti  |                  | Lill Lindfors      |                    | Gunnar Wersén      |                       | Bo Holmström            | Torsten Ehrenmark     |                       | Sven Jerring            | Lennart Swahn         |
| 22 augusti  |                  | Georg Eliasson     |                    | Britt Edwall       |                       |                         | Bengt Feldreich       | Bo Ancker             | Karin Wilhelmson        | Barbro Alving         |
| 23 augusti  |                  | Pär Rådström       |                    | Jörgen Cederberg   |                       | Ann-Sofi Rein           | Jan-Öjvind Swahn      | Bengt Feldreich       | Carl Anton Axelsson     |                       |
| 24 augusti  |                  | Gösta Knutsson     |                    |                    |                       | Hasse Tellemar          | Stig Olin             | Moltas Erikson        |                         | Åke Falck             |
| 25 augusti  |                  | Ragna Nyblom       |                    |                    |                       | Rustan Älveby           | Moltas Erikson        | Ingemar Liman         | Åke Falck               |                       |
| 26 augusti  |                  |                    |                    |                    |                       | Georg Eliasson          |                       |                       |                         |                       |
| 27 augusti  |                  | Pär Rådström       |                    |                    |                       |                         | Berndt Friberg        | Jörgen Cederberg      |                         |                       |
| 28 augusti  |                  | Bengt Feldreich    |                    |                    |                       | Moltas Erikson          | Torsten Ehrenmark     |                       |                         |                       |
| 29 augusti  |                  | Pekka Langer       |                    |                    |                       | Elisabeth Husmark       | Lars Egler            |                       |                         |                       |
| 30 augusti  |                  | Gösta Knutsson     |                    |                    |                       | Eric Sandström          | Hasse Tellemar        |                       |                         |                       |
| 31 augusti  |                  | Georg Eliasson     |                    |                    |                       | Jörgen Cederberg        | Maud Reuterswärd      |                       |                         |                       |
| Datum       | 1960             | 1961               | 1962               | 1963               | 1964                  | 1965                    | 1966                  | 1967                  | 1968                    | 1969                  |
| 1 september |                  | Jörgen Cederberg   |                    |                    |                       |                         | Jörgen Cederberg      |                       |                         |                       |